# Banassac
Banassac korábbi község Franciaország déli részén, Lozère megyében. 2011-ben 872 lakosa volt.
2016. január 1-jén Canilhac korábbi községgel egyesült és az így létrejött Banassac-Canilhac új község része lett.

## Fekvése
Banassac a Causse de Sauveterre karsztfennsík északi peremén, a Lot völgyében fekszik, 560 méteres (a községterület 504-927 méteres) tengerszint feletti magasságban, La Canourgue-tól 2 km-re nyugatra. Banassac a Lot bal partján, az Urugne és a Saint-Saturnin patak torkolatánál fekszik, csaknem egybeépült La Canourgue-gal. Területének 19,2%-át (3,35 km²) borítja erdő.
Nyugatról Canilhac és Saint-Pierre-de-Nogaret, északról Saint-Germain-du-Teil, keletről La Canourgue, délkeletről Saint-Saturnin, délről pedig La Tieule községekkel határos.
A D33-as megyei út köti össze La Canourgue-gal. Érinti a Lot völgyében haladó N2009-es út, valamint A75-ös autópálya (40-es lehajtó) és a Párizs–Béziers vasútvonal (állomás Montferrandnál). A D988-as út köti össze a Causse de Sauveterre-en keresztül Sainte-Enimie-vel, valamint az Aveyron megyei Laissac-kal.
A községhez tartoznak Le Mazet, Montferrand, La Mothe, Pratnâu, Tartaronne és Le Viala települések.

## Története
A mai Banassac már az ókorban lakott hely volt, a gall és a római időkben is híres terra sigillata kerámiát készítettek itt. A meroving időkben pénzverés is folyt Banassacban.
Banassac a történelmi Gévaudan tartomány Canilhaci báróságához tartozott. A 12. században épült Montferrand vára. A várban született Amphélise de Montferrand, V. Orbán pápa édesanyja. Montferrand vára a forradalomig Gévaudan katonai parancsnokságának központja volt. A Montferrand-család címere (három lándzsahegy) ma is szerepel a község címerében.
Az egyházközséget 1083-ban említi először IV. Miklós pápa levele a mende-i püspökhöz. A 16. században a vallásháborúk Banassacot is sújtották, temploma is elpusztult. A 18. század végétől 1935-ig malom, 1833 után sörgyár, 1877-től 1950-ig pedig fűrésztelep is működött a községben. 1902-1955 között favegyészeti- és papírüzem működött La Mothe-nál.
1842-ben a korábban Banassachoz tartozó, akkor 342 lakosú La Tieule község önállósult.

### Demográfia
| Év   | Lakosság |
| ---- | -------- |
| 1793 | 1900     |
| 1851 | 1294     |
| 1876 | 1256     |
| 1901 | 964      |
| 1936 | 782      |

| Év   | Lakosság |
| ---- | -------- |
| 1946 | 721      |
| 1954 | 624      |
| 1962 | 642      |
| 1968 | 599      |

| Év   | Lakosság |
| ---- | -------- |
| 1975 | 741      |
| 1982 | 799      |
| 1990 | 747      |
| 1999 | 813      |
| 2010 | 866      |

## Nevezetességei
- Szent Medárdnak szentelt temploma (Kép) a 12. században épült román stílusban. A hugenották pusztításai után a 17. században építették újjá. Berendezéséhez tartoznak Szent Medárd és Szent Privat 17. századi aranyozott faszobrai, valamint egy 18. századi aubussoni faliszőnyeg. Kapuzata 18. századi. A templom előtti téren áll az első világháború áldozatainak emlékműve.
- Régészeti múzeuma a Banassacban feltárt ókori kerámiákat és a 19. században lelt meroving érméket mutatja be.
- Montferrand várának romjai – a vár első említése a 11. század végéről származik, de nagyrészt a 12-14. században épült.
- Les Sallèles kastélya (Kép) a 16. században épült reneszánsz stílusban, jelenlegi formáját a 19. században nyerte el.[4]
- Le Viala település temploma 1707-ben épült kápolnaként, a 19. század elején alakították át Szent Antalnak szentelt plébániatemplommá.[5]
- A községben több 17. századi lakóház (Kép), Lescure-nél pedig egy 1835-ben épült farmépület () maradt fenn.
- A Lot hídja Montferrandnál (Kép) 1365-ben épült, 1691-ben átépítették.[5]
- A Saint-Saturnin-patak hídja Le Mazet-nél (Kép) 1705-ben épült.[5]
- Két dolmen is található a község területén: Grèzes vagy Galline- (Kép) és a Malavillette-dolmen.
- Rocaysou-barlang - teljes hossza 3400 méter.[6]

## Képtár

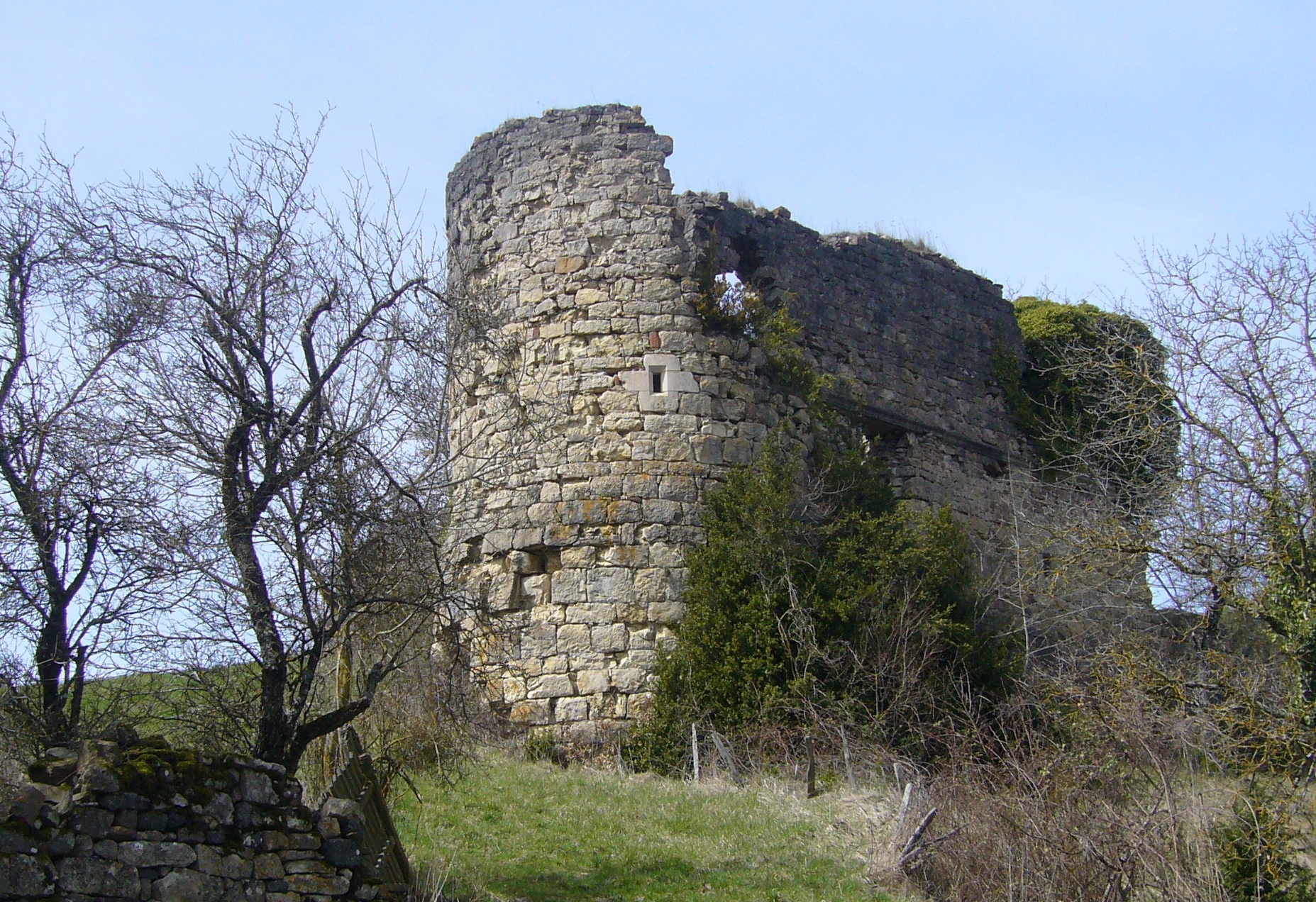
Montferrand várának romjai
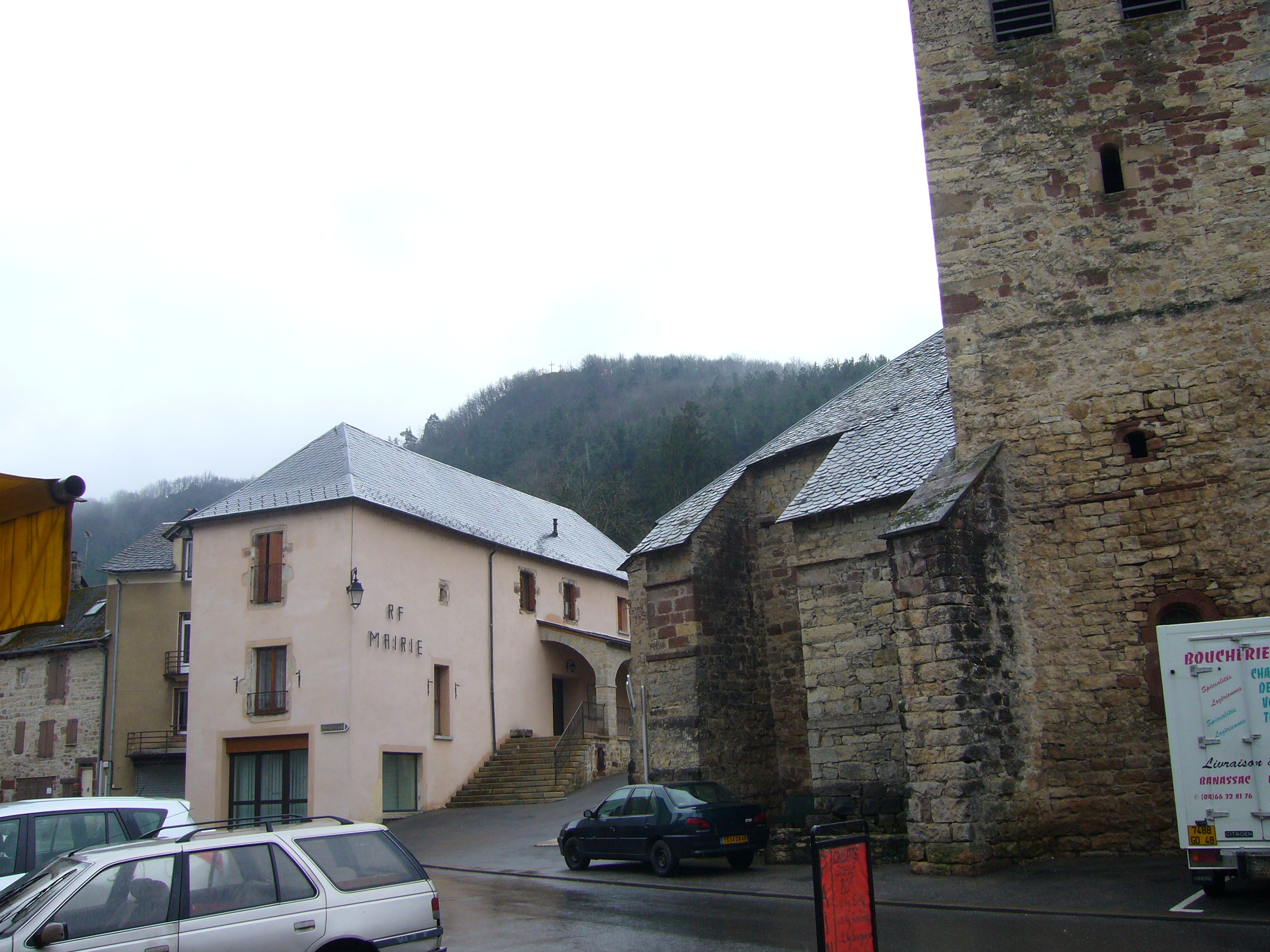
A községháza és múzeum
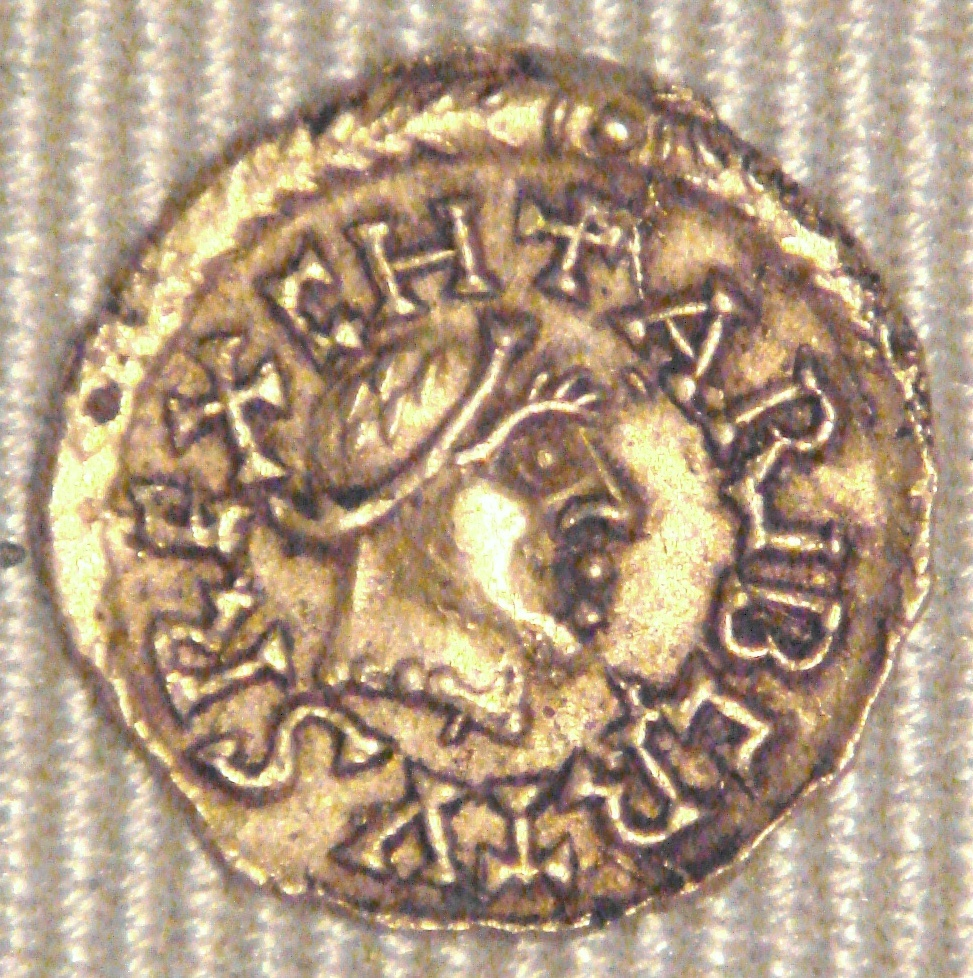
A Banassacban vert meroving érmék egyike (II. Caribert tremissise)

## Kapcsolódó szócikk
- Lozère megye községei